# Voordat de bom valt
Voordat de bom valt was een Vlaams programma dat werd gepresenteerd door Pedro Elias. De eindejaarsquiz werd op twee donderdagen, op 22 en 29 december 2022, uitgezonden op Play4.

## Overzicht
| Afl. | Uitzenddatum     | Presentatie | Presentatie        | Panelleden    | Panelleden     | Panelleden      | Panelleden | Panelleden             |
| ---- | ---------------- | ----------- | ------------------ | ------------- | -------------- | --------------- | ---------- | ---------------------- |
| 1    | 22 december 2022 | Pedro Elias | Jean-Marc Mwema    | Erik Van Looy | Vincent Voeten | Amelie Albrecht | Alex Agnew | Rik Verheye            |
| 2    | 29 december 2022 | Pedro Elias | Isabelle Van Hecke | Erik Van Looy | Vincent Voeten | Maaike Cafmeyer | Alex Agnew | Elisabeth Lucie Baeten |